# فرودگاه نیکم
فرودگاه نیکم (به انگلیسی: Naicam Airport) یک فرودگاه همگانی است که یک باند فرود چمن دارد. این فرودگاه در کشور کانادا قرار دارد و در ارتفاع ۵۴۳ متری از سطح دریا واقع شده‌است.